# سوزان استیون
سوزان استیون (انگلیسی: Susan Stephen؛ ‏ ۱۶ ژوئیهٔ ۱۹۳۱ – ۲۱ آوریل ۲۰۰۰) بازیگر اهل بریتانیا بود. وی بین سال‌های ۱۹۵۲ تا ۱۹۶۲ میلادی فعالیت می‌کرد.
از فیلم‌هایی که وی در آن‌ها نقش داشته‌است، می‌توان به مادامی که آن‌ها خوشحال هستند و برای بهتر، برای بدتر اشاره نمود.